# Mangala (astrologie)
Pour les articles homonymes, voir Mangala.
Mangala est la planète Mars dans l'astrologie hindoue. Mangala est aussi synonyme d'auspicieux, de porteur de chance sur le sous-continent indien. Ainsi dans le jaïnisme et dans le bouddhisme, le terme ashtamangala (les huit mangalas) est utilisé pour désigner les objets religieux ou des symboles qui amènent la prospérité comme le kalasha : un pichet d'eau. 
Mangala est traduit en tibétain par Tashi. 